# MidRadio Player
MidRadio Player（ミッドラジオプレーヤ）とはヤマハから提供されている無料のメディアプレーヤーである。

## 概要
- 独自のソフトウェア・シンセサイザーを内蔵している。
- ミュージックイークラブの一部のサービスを利用する上で必要となる。
- フリーウェアである。
- 対応OSはWindowsとmacOSだが、macOS版は最新のバージョン7がリリースされていない。

## 対応形式: 拡張子
- SMF : mid
- SMAF : mmf
- SoundVQ : vqf
- MP3 : mp3
- WAV : wav
- MRM : mrm
- MRL : mrl

## ソフトウェア・シンセサイザー
SMFを再生する際に機能する。VSTiを使用しており、実体のDLLファイルは「SGP.DLL」(バージョン6)、「SGP2.DLL」(バージョン7)である。大きな特徴として、バージョン6までの音源はS-YXG50からの流用と言われているが、バージョン7は今までのXGフォーマットの物とは全く異なる波形を持っている。
フリーウェアだが、代理発音機能を搭載している。

### 仕様(バージョン7)
- 対応MIDIフォーマット : XG Lite・GM1
- 最大同時発音数 : 32
- 音色数
  - ノーマルボイス : 361
  - ドラムキット : 10
  - SFXキット : 2
- エフェクトタイプ
  - リバーブ : 17
  - コーラス : 17